# 吉列尔莫·泰列尔
吉列尔莫·莱昂·泰列尔·德尔·瓦莱（西班牙語：Guillermo León Teillier del Valle；1943年10月29日—2023年8月29日），智利政治家、教育家和作家，曾任智利共产党主席、智利众议院议员（代表第13选区）。他出生于圣巴巴拉，毕业于智利南方大学。在他领导智利共产党期间，智利共产党的实力得到显著增长。